# Lāsem Cheshmeh-ye Pā'īn
Lāsem Cheshmeh-ye Pā'īn (persiska: لاسم چشمه پائين, Lāsem Cheshmeh-ye Pā’īn, لاسم چشمه) är en ort i Iran.   Den ligger i provinsen Teheran, i den centrala delen av landet, 120 km öster om huvudstaden Teheran. Lāsem Cheshmeh-ye Pā'īn ligger 1 889 meter över havet och antalet invånare är 104.
Terrängen runt Lāsem Cheshmeh-ye Pā'īn är huvudsakligen kuperad. Lāsem Cheshmeh-ye Pā'īn ligger nere i en dal.Runt Lāsem Cheshmeh-ye Pā'īn är det ganska glesbefolkat, med 23 invånare per kvadratkilometer. Närmaste större samhälle är Fīrūzkūh, 6,8 km öster om Lāsem Cheshmeh-ye Pā'īn. Trakten runt Lāsem Cheshmeh-ye Pā'īn består i huvudsak av gräsmarker.